# Фаворит (спортивное общество)
«Фаворит» — спортивное общество из Выборга, основанное в 1982 году.

## История
СО «Фаворит» было основано в 1982 году Юрием Барановым, Алексеем Редаковым и Александром Петровым. Главной задачей спортобщества стало привлечение молодежи в футбол. С каждым годом количество желающих заниматься футболом увеличивалось и стало не хватать места для тренировок. Тогда директор одной из выборгских школ Сергей Алексеев предложил руководителям команды «Фаворит» начать строительство нового клуба в подвальных помещениях школы.
В начале девяностых руководители клуба открыли собственное дело. Большую часть дивидендов от предпринимательства Петров и Редаков направляли на развитие «Фаворита». Одновременно к поддержке спорта начали привлекать других спонсоров. В начале девяностых появились отделения волейбола, таэквондо. В 1993 году состоялось юридическое рождение общественной организации по развитию спорта «Спортивный клуб „Фаворит“», её исполнительным директором стал Николай Шишкин. Во второй половине девяностых появились отделения бокса, авиамоделирования, мотоспорта, боевых искусств, легкой атлетики, автоспорта.
Воспитанники «Фаворита» имели возможность выезжать на летние сборы в лагерь «Спутник». В 2003 году «Фаворит» взял под опеку детский летний лагерь «Зеленый остров». В 2006 году — детский лагерь «Огонек» под Светогорском. В 2007 году лагерь в Большом Поле.

## Виды спорта
- Автомобильный спорт
- Авиамодельный спорт
- Баскетбол
- Бокс
- Волейбол
- Велоспорт
- Дзюдо
- Каратэ
- Легкая атлетика
- Лыжный спорт
- Мотоспорт
- Настольный теннис
- Парусный спорт
- Пауэрлифтинг
- Рукопашный бой
- Судомодельный спорт
- Спортивное ориентирование
- Стрелковый спорт
- Теннис
- Тяжелая атлетика
- Фехтование
- Футбол
- Хоккей с шайбой
- Шахматы
- Шашки

Также СО «Фаворит» сотрудничает с Федерацией спортсменов с ограниченными физическими возможностями.

## Футбольный клуб
«Фаворит» — российский футбольный клуб из Выборга, выступающий в чемпионате Ленинградской области. Девятикратный чемпион Ленобласти, десятикратный обладатель Кубка Ленобласти, двукратный обладатель Суперкубка Ленобласти.
Играет на стадионе «Авангард», вместимость которого 3500 мест. Стадион был построен в 1934 году.

### Результаты выступлений
Результаты выступления ФК «Фаворит» в Чемпионате, Кубке, Суперкубке Ленинградской области, первенстве МРО «Северо-Запад» и Кубке КФК:
| Сезон | Турнир                                                 | Результат  |
| ----- | ------------------------------------------------------ | ---------- |
| 1995  | Чемпионат Ленинградской области                        | 8 место    |
| 1996  | Первенство России среди КФК                            | 6 место    |
| 1996  | Чемпионат Ленинградской области (вторым составом)      | 8 место    |
| 1997  | Чемпионат Ленинградской области                        | 6 место    |
| 1997  | Кубок Ленинградской области                            | Финалист   |
| 1998  | Кубок Чемпионов МРО Северо-Запад                       | Победитель |
| 1998  | Чемпионат Ленинградской области                        | 1 место    |
| 1998  | Кубок Ленинградской области                            | Победитель |
| 1999  | Чемпионат Ленинградской области                        | 3 место    |
| 1999  | Кубок Ленинградской области                            | 1/4 финала |
| 1999  | Кубок Ленинградской области (вторым составом)          | Финалист   |
| 2000  | Чемпионат Ленинградской области                        | 3 место    |
| 2000  | Кубок Ленинградской области                            | Победитель |
| 2001  | Чемпионат Ленинградской области                        | 1 место    |
| 2001  | Кубок Ленинградской области                            | Финалист   |
| 2001  | Суперкубок Ленинградской области                       | Победитель |
| 2001  | Кубок МРО Северо-Запад                                 | 1/2 финала |
| 2002  | Чемпионат Ленинградской области                        | 1 место    |
| 2002  | Кубок Ленинградской области                            | Победитель |
| 2003  | Чемпионат Ленинградской области                        | 1 место    |
| 2003  | Кубок МРО Северо-Запад                                 | Финалист   |
| 2004  | Чемпионат Ленинградской области                        | 1 место    |
| 2004  | Кубок Ленинградской области                            | Финалист   |
| 2005  | Чемпионат Ленинградской области                        | 1 место    |
| 2005  | Кубок Ленинградской области                            | Победитель |
| 2006  | Чемпионат Ленинградской области                        | 2 место    |
| 2006  | Кубок Ленинградской области                            | Финалист   |
| 2006  | Первенство МРО Северо-Запад                            | 4 место    |
| 2007  | Чемпионат Ленинградской области                        | 1 место    |
| 2007  | Кубок Ленинградской области                            | Победитель |
| 2008  | Чемпионат Ленинградской области                        | 4 место    |
| 2008  | Кубок Ленинградской области                            | 1/2 финала |
| 2009  | Чемпионат Ленинградской области                        | 9 место    |
| 2009  | Кубок Ленинградской области                            | 1/4 финала |
| 2009  | Кубок МРО Северо-Запад                                 | 1/4 финала |
| 2010  | Чемпионат Ленинградской области                        | 3 место    |
| 2010  | Кубок Ленинградской области                            | Финалист   |
| 2011  | Чемпионат Ленинградской области                        | 1 место    |
| 2011  | Кубок Ленинградской области                            | 1/2 финала |
| 2012  | Чемпионат Ленинградской области                        | 1 место    |
| 2012  | Кубок Ленинградской области                            | Победитель |
| 2013  | Кубок Чемпионов МРО Северо-Запад                       | Победитель |
| 2013  | Первенство России по футболу среди команд IV дивизиона | 3 место    |
| 2013  | Чемпионат Ленинградской области                        | 2 место    |
| 2013  | Кубок Ленинградской области                            | Победитель |
| 2014  | Первенство МРО Северо-Запад                            | 5 место    |
| 2014  | Кубок МРО Северо-Запад                                 | 1/2 финала |
| 2015  | Чемпионат Ленинградской области                        | 4 место    |
| 2015  | Кубок Ленинградской области                            | Победитель |
| 2016  | Кубок Чемпионов МРО Северо-Запад                       | Победитель |
| 2016  | Первенство России по футболу среди команд IV дивизиона | 2 место    |
| 2016  | Чемпионат Ленинградской области                        | 2 место    |
| 2016  | Кубок Ленинградской области                            | 1/4 финала |
| 2017  | Чемпионат Ленинградской области                        | 6 место    |
| 2017  | Кубок Ленинградской области                            | Финалист   |
| 2018  | Чемпионат Ленинградской области                        | 2 место    |
| 2018  | Кубок Ленинградской области                            | 1/4 финала |
| 2019  | Чемпионат Ленинградской области                        | 3 место    |
| 2019  | Кубок Ленинградской области                            | Победитель |
| 2020  | Суперкубок Ленинградской области                       | Поражение  |
| 2020  | Чемпионат Ленинградской области                        | 3 место    |
| 2020  | Кубок Ленинградской области                            | 1/2 финала |
| 2021  | Суперкубок Ленинградской области                       | Победитель |
| 2021  | Чемпионат Ленинградской области                        | 2 место    |
| 2021  | Кубок Ленинградской области                            | Финалист   |
| 2022  | Суперкубок Ленинградской области                       | Поражение  |
| 2022  | Чемпионат Ленинградской области                        | 3 место    |
| 2022  | Кубок Ленинградской области                            | 1/4 финала |
| 2023  | Чемпионат Ленинградской области                        | 4 место    |
| 2023  | Кубок Ленинградской области                            | Финалист   |
| 2024  | Чемпионат Ленинградской области                        | 5 место    |
| 2024  | Кубок Ленинградской области                            | 1/4 финала |

## Спортсмены, выступавшие на взрослых, всероссийских и международных соревнованиях
- Петров Виталий Александрович — автогонщик. Представлял СО «Фаворит» в Кубке Лада Россия, позднее стал первым российским гонщиком в Формуле-1, а также участвовал в чемпионате мира по автогонкам на выносливость и 24 часа Ле-Мана в составе команды SMP Racing.
- Александров Никита Михайлович — автогонщик. В сезонах 2018[2] и 2019[3] выступал в СМП Формула-4 в составе команды SMP Racing.
- Прошин Антон Михайлович — футболист. Играл за различные клубы ПФЛ. Автор первого гола ФК «Тосно» в матчах ПФЛ[4].
- Тумаков Алексей Александрович — парафутболист, полузащитник паралимпийской сборной России
- Игнатов Роман Геннадьевич — футболист. Играл с 1990 по 1993 гг. за «Зенит», а позже и петербургское «Динамо». С 2024 года — главный тренер ФК «Фаворит».[5]
- Гужиев Егор Николаевич — фехтовальщик. Чемпион мира среди юниоров по фехтованию на шпагах 2017 года[англ.][6].
- Петров Роман Александрович — фехтовальщик. Тренер в МБУ СШОР «Фаворит». Участник Олимпийских игр 2020 в составе сборной Кыргызстана[7].
- Власов Александр Анатольевич — велогонщик. Чемпион России (2019) в групповой гонке[8] и чемпион России (2021) в индивидуальной гонке[9]. Участник Олимпийских игр 2020 в составе сборной России[10]. С 2021 года член команды Bora–Hansgrohe.